# لوئیجی دی مایو
لوئیجی دی مایو (انگلیسی: Luigi Di Maio؛ زادهٔ ۶ ژوئیهٔ ۱۹۸۶) وزیر امور خارجه ایتالیا و سیاست‌مدار است.